# NGC 7199
NGC 7199 é uma galáxia espiral barrada (SBa) localizada na direcção da constelação de Indus. Possui uma declinação de -64° 42' 22" e uma ascensão recta de 22 horas, 08 minutos e 30,1 segundos.
A galáxia NGC 7199 foi descoberta em 22 de Junho de 1835 por John Herschel.